# Diepe Fontein
Diepe Fontein (Engels: Deep Fountain) is een kunstwerk van de Spaanse kunstenaar Cristina Iglesias uit 2006. Het werk is gesitueerd op de Leopold de Waelplaats voor het Koninklijk Museum voor Schone Kunsten in Antwerpen.

## Ontwerp
Het bassin heeft een afmeting van 34 bij 14 meter. De bodem van de fontein bestaat uit 2700 kopergroene platen met een bas-reliëf van bladeren. De platen zijn gemaakt van hars en zijn een verwijzing naar klassieke bronzen sculpturen. 
In het midden van de fontein ligt een geul waarlangs het water in en uit stroomt, waardoor er om de zeven minuten kunstmatige getijden in de fontein ontstaan. Vanwege de weerspiegeling van het museum in de fontein, wordt deze ook wel 'waterspiegel' genoemd.
Volgens Iglesias verwijst het werk naar "de tijd, de getijden en de weerspiegeling van het leven".

## Achtergrond
In 1999 kwamen de eerste plannen voor de plaatsing van het werk in kader van de heraanleg van het museumplein. Het werk werd in 2006 op de huidige locatie onthuld. In de beginjaren waren er enkele problemen met pomp van het fontein, waardoor de omliggende stoepen meermaals overstroomden.
De totale kosten voor de fontein bedroegen 700.000 euro. Een deel daarvan werd gefinancierd door de stad Antwerpen en een deel door het KMSKA en privépartners.

## Galerij

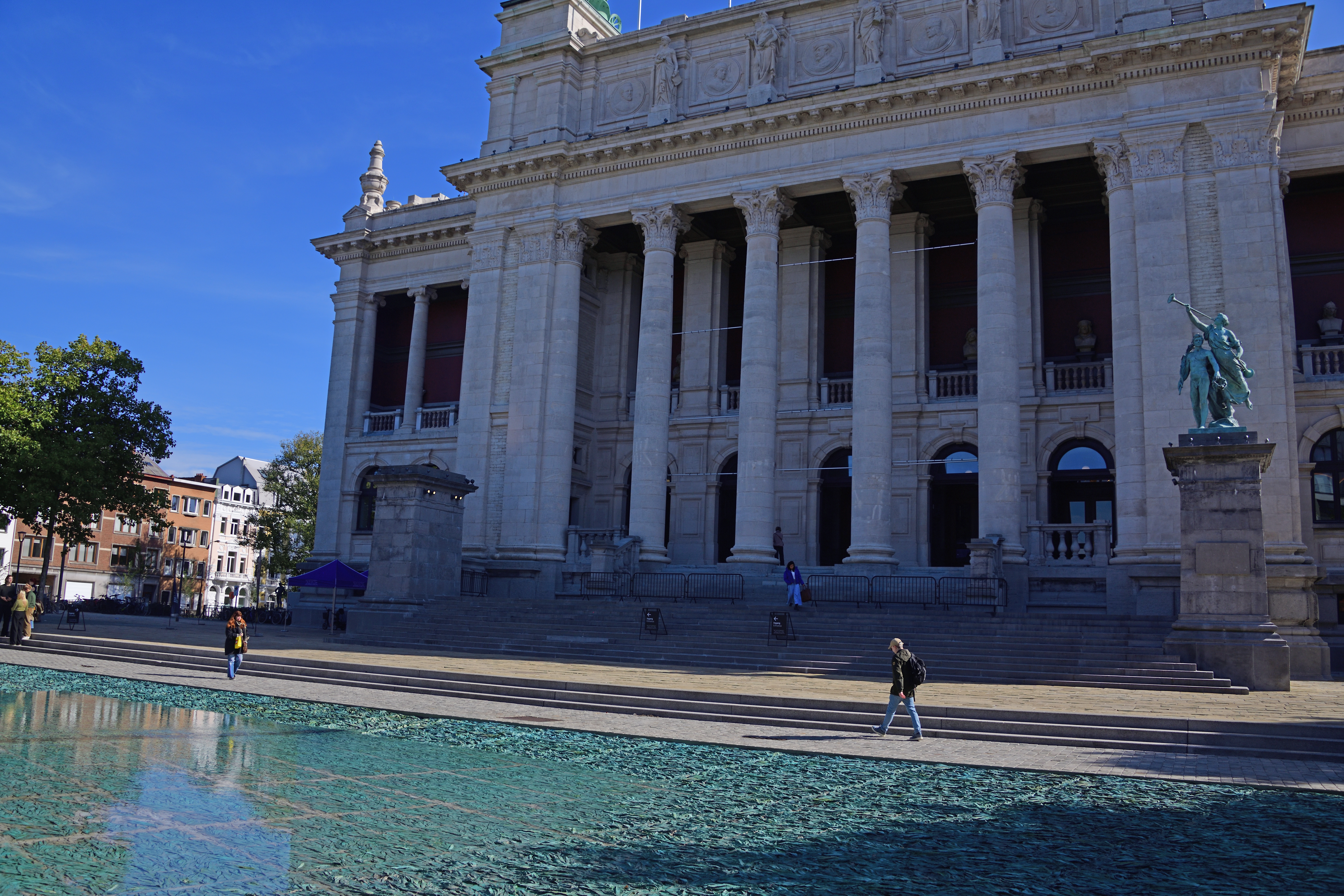
Het KMSKA met daarvoor de Diepe Fontein
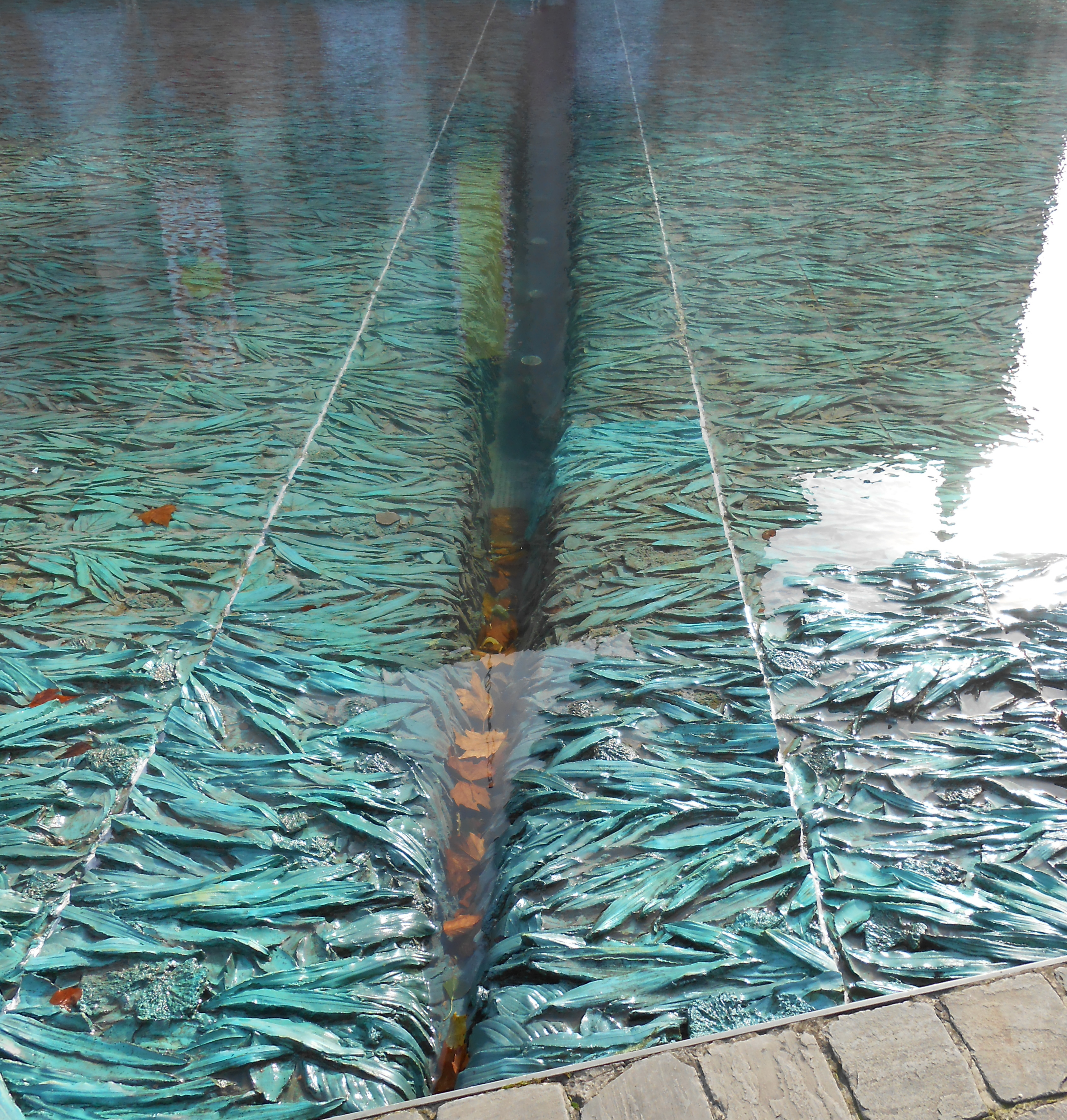
Close-up van de Diepe Fontein
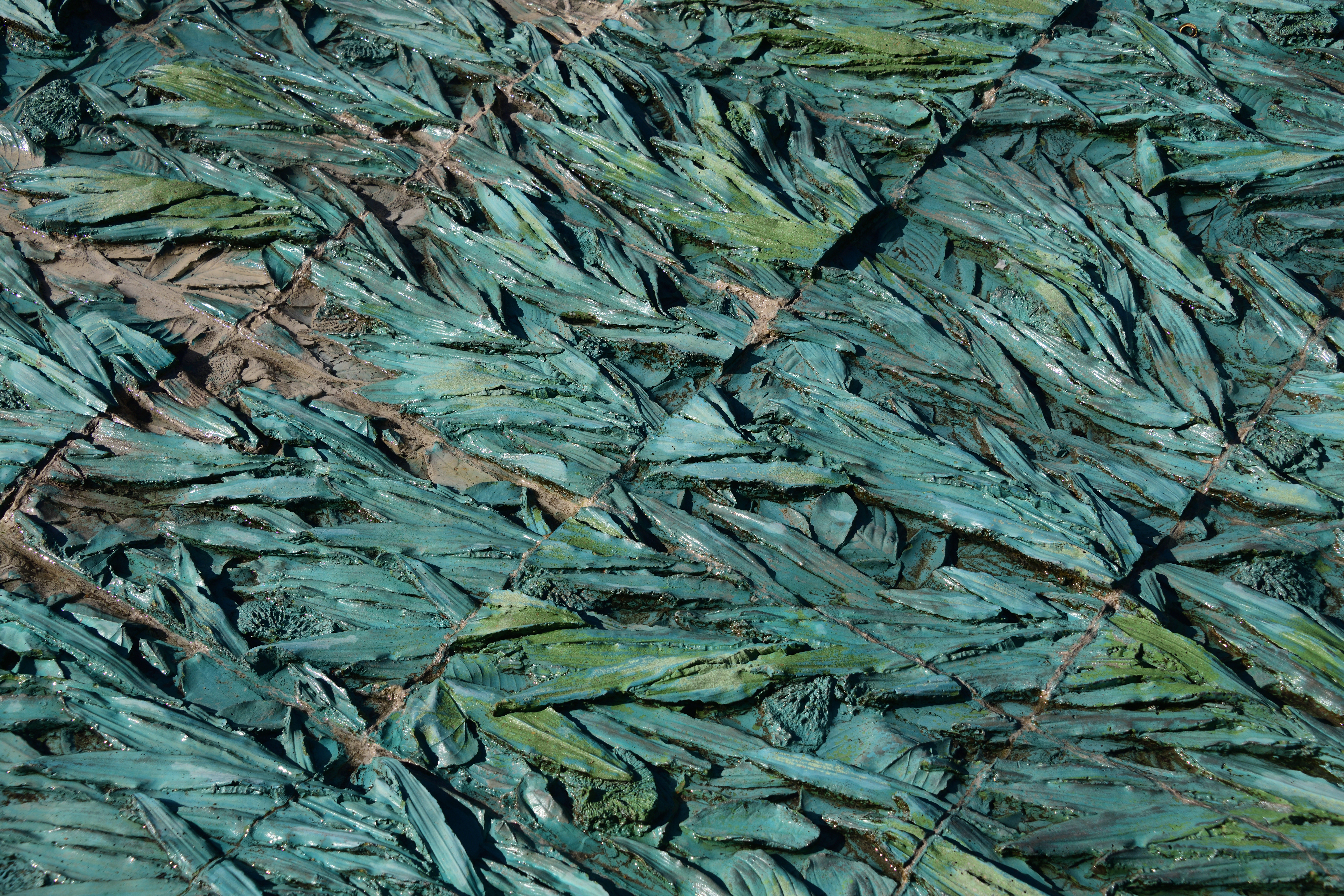
Close-up van de Diepe Fontein
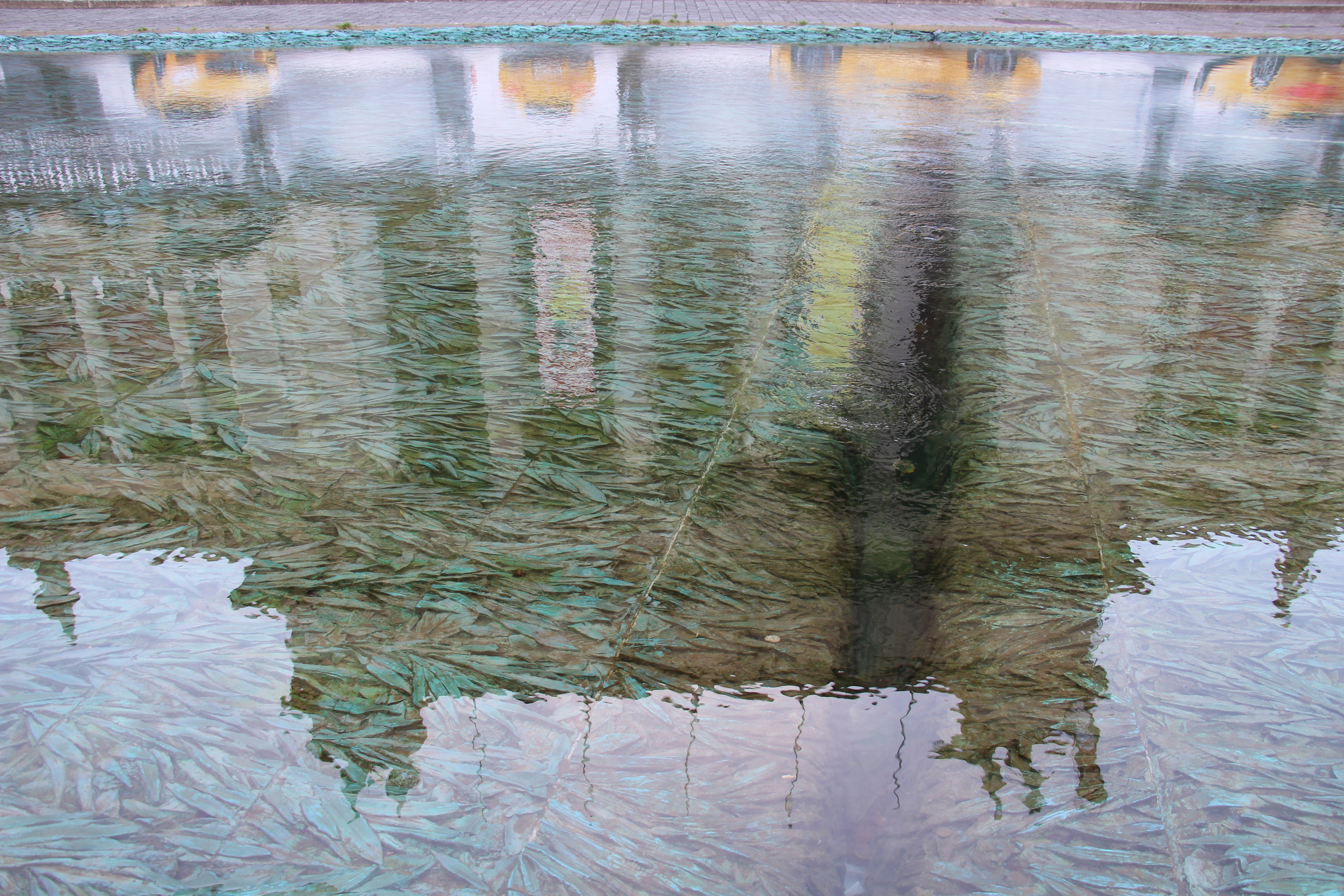
Reflectie van het KMSKA
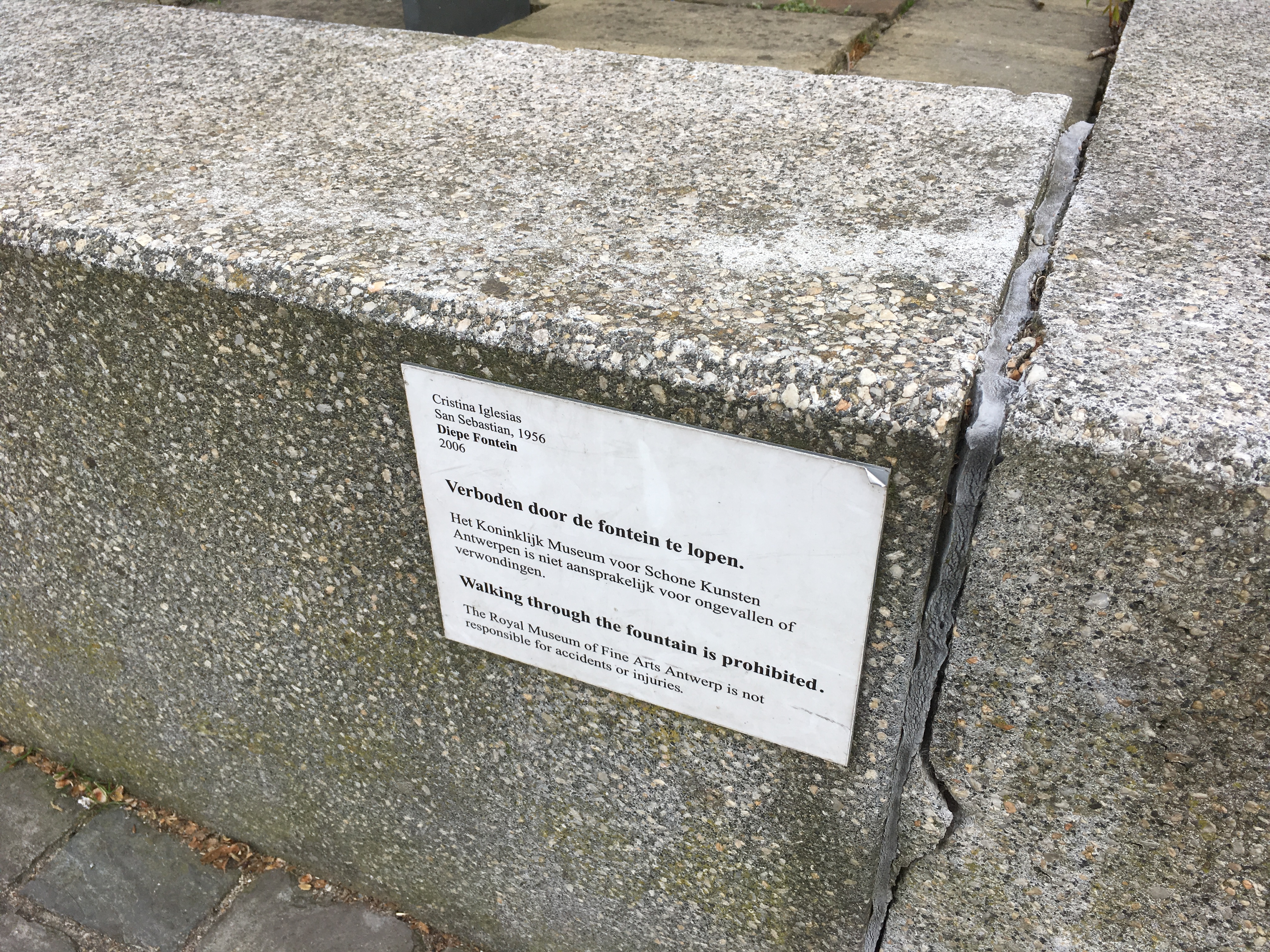
Informatiebordje